# Paul Förster
Pour les articles homonymes, voir Förster.
Arthur Paul Förster (né le 14 novembre 1844 à Delitzsch et mort le 31 décembre 1925 à Berlin) est, comme son frère Bernhard Förster, un publiciste et homme politique antisémite dans l'Empire allemand.

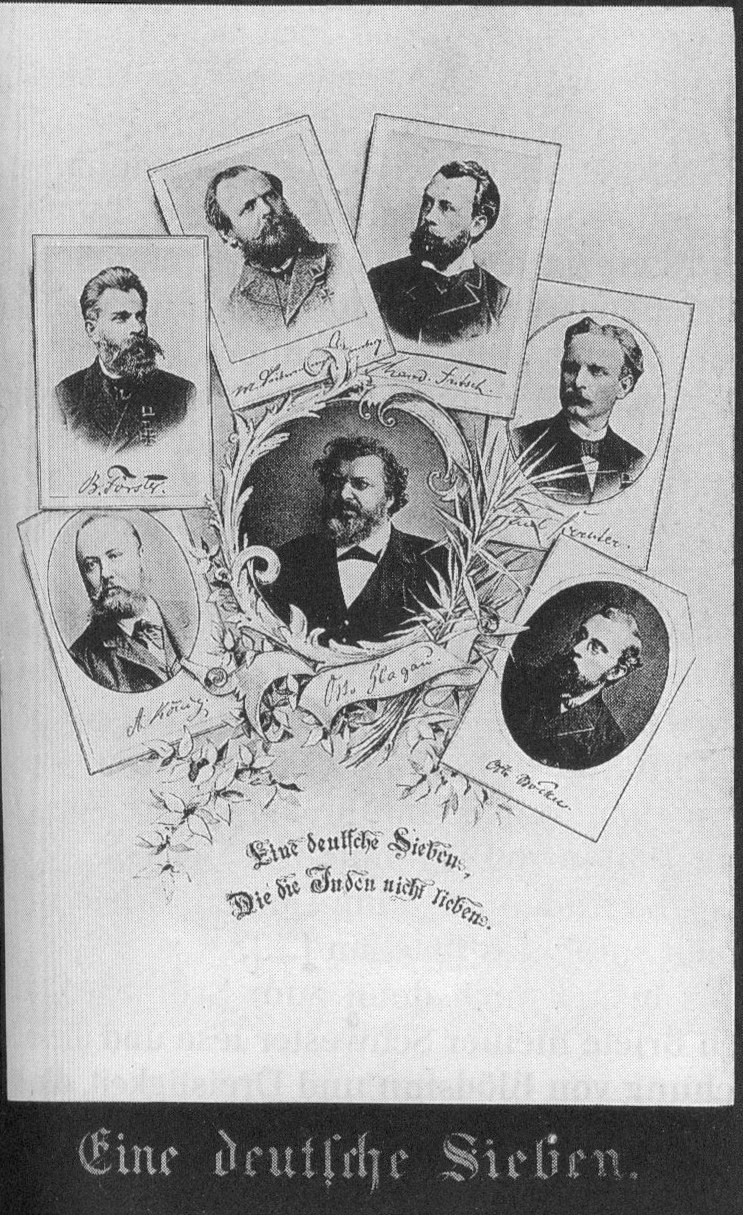
« Mouvement de Berlin » : Milieu Otto Glagau ; dans le sens horaire Adolf König, Bernhard Förster, Max Liebermann von Sonnenberg, Theodor Fritsch, Paul Förster et Otto Böckel, vers 1880

## Biographie
Paul Förster est le fils d'un pasteur. De ses deux frères aînés, Theodor Förster (de) devient surintendant à Naumbourg et Halle et professeur à l'Université de Halle, et Bernhard Förster devient professeur de lycée et agitateur politique.
Förster étudie à Göttingen et à Berlin, où il obtient son doctorat en 1873, puis travaille comme professeur de lycée à Berlin. Il agit en tant qu'agitateur dans le mouvement de Berlin et est co-initiateur de la pétition antisémite en 1880/81, qui appelle à l'abrogation des lois sur l'égalité pour les Juifs. De 1889 à 1907, il se présente pour divers groupes antisémites au Reichstag. Lors de l'élection du Reichstag de 1893, il remporte l'un des quatre mandats du Parti social allemand lors d'une élection partielle, aux côtés de Max Liebermann von Sonnenberg, Adolf König et Hans Leuss (de). Jusqu'en 1898, il est membre du DSP ou du Parti social allemand de la réforme.
Förster est le fondateur et président de l'Association populaire allemande, qui n'a cependant aucune influence sur la politique, et président de l'Internationalen Vereins zur Bekämpfung der Wissenschaftlichen Tierfolter (Association contre la vivisection) basée à Dresde. En 1896, il demande au Reichstag l'abolition de la vaccination obligatoire.

## Travaux
- Unsere deutsch-sozialen Grundsätze und Forderungen. Vortrag, gehalten auf dem deutsch-socialen Parteitage in Breslau. Mit dem Programm der deutsch-socialen Partei.Germanicus-Verlag, Leipzig 1892 (Sammlung deutsch-sozialer Flugschriften 4)
- Wie stehen wir – wie siegen wir? : Rede des Reichstags-Abgeordneten Prof. Dr. Paul Förster, gehalten zur Begründung der „Antisemitischen Vereinigung für Norddeutschland“ auf dem zweiten Norddeutschen Antisemitentage … 1893 … zu Berlin …. Antisemitischen Vereinigung für Norddeutschland, Berlin 1893
- Gedenke daß Du ein Deutscher bist! Deutsch-Sozial! Einer für alle! Alle für einen!. Berger, Leipzig 1900
- Hans von Mosch: Die deutschen Parteien vor dem Richterstuhl Germanias. Dramatisches Festspiel zur Feier des 2. Stiftungsfestes des Deutsch-Socialen Vereins zu Breslau. Mit einem Vorwort von Paul Förster. Breslau o. J.
- Vorwärts und durch! Ein Kriegsruf. 2. verm. Aufl. Gsellius, Berlin 1914
- Der Fall Ahlwardt in der öffentlichen Meinung und im Lichte der Wahrheit. Eine Streitschrift. Dritte veränd. und um ein Nachwort über den Prozess „Judenflinten“ verm. Aufl. G. A. Dewald, Berlin 1893